# Ostel
Ostel is een gemeente in het Franse departement Aisne (regio Hauts-de-France) en telt 79 inwoners (2009). De oppervlakte bedraagt 8,7 km², de bevolkingsdichtheid is dus 9,1 inwoners per km².

## Demografie
Onderstaande figuur toont het verloop van het inwoneraantal van Ostel vanaf 1962. De cijfers zijn afkomstig van het Frans bureau voor statistiek en bevatten geen dubbel getelde personen (zoals studenten en militairen).
Vanwege een beveiligingsprobleem met de MediaWiki Graph-software is het momenteel niet mogelijk deze grafiek weer te geven. Zodra de software is bijgewerkt zal de grafiek vanzelf weer zichtbaar worden.
1. ↑  Populations de référence 2022.